# Samuel White (Politiker)

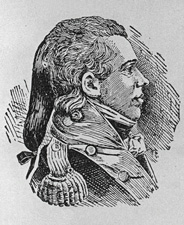
Samuel White

Samuel White (* Dezember 1770 bei Harrington, Delaware Colony; † 4. November 1809 in Wilmington, Delaware) war ein US-amerikanischer Politiker (Föderalistische Partei), der den Bundesstaat Delaware im US-Senat vertrat.
Samuel White war der Sohn eines Richters, Thomas White, der während des Unabhängigkeitskrieges den aus England stammenden Methodistenbischof Francis Asbury in seinem Haus versteckte und wegen des Verdachts, ein Loyalist zu sein, inhaftiert wurde. Unter dem Einfluss Asburys konvertierte die zuvor anglikanische Familie White zum Methodismus.
Nach dem Abschluss am Cokesbury College in Maryland wurde Samuel White 1793 in die Anwaltskammer aufgenommen und begann in Dover als Jurist zu praktizieren. Danach diente er zwei Jahre als Captain in der US Army und wurde schließlich 1803 als Adjutant General der höchstrangige Militäroffizier von Delaware.
Wie schon sein Vater, der im territorialen Parlament von Maryland gesessen hatte, schlug auch Samuel White eine politische Laufbahn ein. Nach dem Rücktritt von US-Senator Henry Latimer am 28. Februar 1801 wurde er zu dessen Nachfolger in Washington ernannt. In den Jahren 1802 und 1808 erfolgte jeweils die Bestätigung durch Delawares Parlament. Im Senat machte er sich als Gegner der Sklaverei und des Louisiana Purchase einen Namen. White starb noch vor seinem 39. Geburtstag in seinem Wohnort Wilmington. Zum Zeitpunkt seines Todes war er einer von nur noch sieben Föderalisten im Senat, denen 27 Democratic Republicans gegenüberstanden.